# Raw (WWE brand)
Raw is een brand (merk) van de Amerikaanse worstelorganisatie WWE. De brand werd gelanceerd op 25 maart 2002 tijdens een speciale aflevering van Monday Night Raw en trad een week later op 1 april 2002 in werking. Het merk werd stopgezet voor een periode tussen augustus 2011 en juli 2016.
Worstelaars die toegewezen zijn voor Raw worstelen voornamelijk op het gelijknamige televisieprogramma, de aanvullende show Main Event; en op pay-per-view (PPV) en WWE Network evenementen die exclusief zijn voor Raw.
Het merk is ook verschenen in de Worlds Collide en Mixed Match Challenge evenementen. Tijdens de eerste merksplitsing namen ze ook deel aan hun voormalige aanvullende show, Heat, Bottom Line, ECW, in het kader van een talentuitwisselingsprogramma en 205 Live, toen de cruiserweight-divisie van WWE exclusief voor het merk was.

## Geschiedenis

### Eerste split (2002–2011)
Begin tot midden 2002, onderging de toenmalige World Wrestling Federation (WWF) een proces genaamd "brand extension" (NB: merksplitsing). De WWF verdeelde zichzelf in twee feitelijke worstelpromoties met afzonderlijke roosters, verhaallijnen en gezagsdragers. Raw en SmackDown! zou elke divisie hosten, zijn naam aan de divisie geven en in wezen tegen elkaar strijden. De splitsing kwam tot stand doordat het WWF hun twee grootste concurrenten had gekocht, World Championship Wrestling en Extreme Championship Wrestling (ECW), en werden zowel de roosters als kampioenschappen verdubbeld. De merkextensie werd publiekelijk aangekondigd door Linda McMahon tijdens een uitzending van Raw op 25 maart en werd de volgende dag officieel.
Destijds was dit uitgesloten dat het WWE Undisputed Championship en het originele WWE Women's Championship op beide shows zouden worden verdedigd. In september 2002, weigerde WWE Champion Brock Lesnar om de titel te verdedigen op Raw, dus kwam de titel exclusief voor SmackDown. De volgende week op Raw, heeft Raw General Manager Eric Bischoff een nieuwe kampioenschap ingesteld, het World Heavyweight Championship en werd toegewezen naar Raw's number one contender, Triple H, omdat het WWE Undisputed Championsip op SmackDown was en werd daarna niet meer beschouwd als "Undisputed". Hierna werd het originele WWE Women's Championship al snel ook een exclusieve tite voor Raw. Als gevolg van de merkuitbreiding werd een jaarlijkse "trekkingsloterij" ingesteld om leden van elke selectie uit te wisselen en de opstellingen in het algemeen te vernieuwen.
Raw was de thuisbasis voor veel WWE topsterren, waaronder Triple H, Ric Flair, Batista, Randy Orton, Chris Benoit, Goldberg, Chris Jericho, Christian, Shawn Michaels, John Cena, Kane, Trish Stratus, Lita en Stacy Keibler.
Op 29 augustus 2011, aflevering van Raw, werd er aangekondigd dat de worstelaars van Raw en SmackDown niet langer exclusief waren voor respectievelijke brand. Vervolgens waren kampioenschappen, die voorheen exclusief waren voor de ene of de andere show, beschikbaar voor worstelaars van elke show om voor te strijden - dit zou het einde betekenen van de merkuitbreiding, aangezien alle programmering en live-evenementen de volledige WWE selectie bevatten. In een interview in 2013, met Advertising Age, legde Stephanie McMahon uit, dat de beslissing van WWE om de merkextensie te beëindigen te wijten was aan de wens dat hun inhoud over televisie en online platforms zou stromen.

### Tweede split (2016–heden)
Op 25 mei 2016, werd aangekondigd dat WWE de merksplitsing in juli opnieuw zou introduceren, met onderscheidende roosters voor zowel Raw als SmackDown. Op een aflevering van Raw op 11 juli 2016, werd Stephanie McMahon toegewezen als Commissaris van Raw door Vince McMahon. De draft vond plaats tijdens de live-première van SmackDown op 19 juli 2016, waarbij de General Managers van de respectieve merken de worstelaars voor hun merken met de hand kozen. Stephanie en General Manager Mick Foley creëerde een nieuw kampioenschap voor Raw, het WWE Universal Championship, omdat het WWE World Championship naar SmackDown ging. Het evenement Clash of Champions werd gepland als herintroductie van de cruiserweight divisie en de eerste pay-per-view exclusief voor Raw sinds januari 2007. Twee jaar later werd het evenement Elimination Chamber de laatste evenement exclusief voor Raw. Na het evenement WrestleMania 34 werden alle evenementen voor alle brands in WWE.

## Kampioenschappen
| Kampioenschap                  | Kampioen(en)                  | Datum            | Vorige kampioen(en) | Evenement  |
| ------------------------------ | ----------------------------- | ---------------- | ------------------- | ---------- |
| WWE Championship               | Brock Lesnar                  | 1 januari 2022   | Big E               | WWE Day 1  |
| WWE United States Championship | Damian Priest                 | 21 augustus 2021 | Sheamus             | SummerSlam |
| WWE Raw Tag Team Championship  | RK-Bro (Riddle & Randy Orton) | 21 augustus 2021 | AJ Styles en Omos   | SummerSlam |
| WWE Raw Women's Championship   | Becky Lynch                   | 22 oktober 2021  | Charlotte           | SmackDown  |

### Voormalige titels
| Championship                      | Time on brand                                                                                |
| --------------------------------- | -------------------------------------------------------------------------------------------- |
| WWE European Championship         | 25 maart 2002 — 22 juli 2002                                                                 |
| WWE Hardcore Championship         | 26 maart 2002 — 26 augustus 2002                                                             |
| ECW Championship                  | 23 juni 2008 — 29 juni 2008                                                                  |
| World Tag Team Championship       | 21 juli 2002 — 13 december 2008                                                              |
| WWE Women's Championship          | 24 september 2002 — 13 april 2009                                                            |
| Million Dollar Championship       | 5 april 2010 — 15 november 2010                                                              |
| World Heavyweight Championship    | 2 september 2002 — 30 juni 2005 30 juni 2008 — 15 februari 2009 5 april 2009 — 26 april 2009 |
| WWE Divas Championship            | 13 april 2009 — 19 september 2010                                                            |
| WWE Cruiserweight Championship    | 14 september 2016 — 29 november 2016                                                         |
| WWE Intercontinental Championship | 25 augustus 2002 — 13 april 2009 10 april 2017 — 16 april 2019                               |
| WWE Universal Championship        | 21 augustus 2016 — 31 oktober 2019                                                           |

## Pay-per-view en WWE Network evenementen

### Eerste split
| Evenement             | Datum             | Stad                      | Locatie                 |
| --------------------- | ----------------- | ------------------------- | ----------------------- |
| Insurrextion          | 4 mei 2002        | Londen, Engeland          | Wembley Arena           |
| Insurrextion          | 7 juni 2003       | Newcastle, Engeland       | Telewest Arena          |
| Bad Blood             | 15 juni 2003      | Houston, Texas            | Compaq Center           |
| Unforgiven            | 21 september 2003 | Hershey, Pennsylvania     | Giant Center            |
| Armageddon            | 14 december 2003  | Orlando, Florida          | TD Waterhouse Center    |
| Backlash              | 18 april 2004     | Edmonton, Alberta, Canada | Rexall Place            |
| Bad Blood             | 13 juni 2004      | Columbus, Ohio            | Nationwide Arena        |
| Vengeance             | 11 juli 2004      | Hartford, Connecticut     | Hartford Ciavic Center  |
| Unforgiven            | 12 september 2004 | Portland, Oregon          | Rose Garden Arena       |
| Taboo Tuesday         | 19 oktober 2004   | Milwaukee, Wisconsin      | Bradley Center          |
| New Year's Revolution | 9 januari 2005    | San Juan, Puerto Rico     | Coliseo de Puerto Rico  |
| Backlash              | 1 mei 2005        | Manchester, New Hampshire | Verizon Wireless Arena  |
| Vengeance             | 26 juni 2005      | Paradise, Nevada          | Thomas & Mack Center    |
| Unforgiven            | 18 september 2005 | Oklahoma City, Oklahoma   | Ford Center             |
| Taboo Tuesday         | 1 november 2005   | San Diego, Californië     | iPayOne Center          |
| New Year's Revolution | 8 januari 2006    | Albany, New York          | Pepsi Arena             |
| Backlash              | 30 april 2006     | Lexington, Kentucky       | Rupp Arena              |
| Vengeance             | 25 juni 2006      | Charlotte, North Carolina | Charlotte Bobcats Arena |
| Unforgiven            | 17 september 2006 | Toronto, Ontario, Canada  | Air Canada Centre       |
| Cyber Sunday          | 5 november 2006   | Cincinnati, Ohio          | U.S. Bank Arena         |
| New Year's Revolution | 7 januari 2007    | Kansas City, Missouri     | Kemper Arena            |

### Tweede split
| Evenement                     | Datum             | Stad                     | Locatie                  |
| ----------------------------- | ----------------- | ------------------------ | ------------------------ |
| Clash of Champions            | 25 september 2016 | Indianapolis, Indiana    | Bankers Life Fieldhouse  |
| Hell in a Cell                | 30 oktober 2016   | Boston, Massachusetts    | TD Garden                |
| Roadblock: End of the Line    | 18 december 2016  | Pittsburgh, Pennsylvania | PPG Paints Arena         |
| Fastlane                      | 5 maart 2017      | Milwaukee, Wisconsin     | Bradley Center           |
| Payback                       | 30 april 2017     | San Jose, Californië     | SAP Center               |
| Extreme Rules                 | 4 juni 2017       | Baltimore, Maryland      | Royal Farms Arena        |
| Great Balls of Fire           | 9 juli 2017       | Dallas, Texas            | American Airlines Center |
| No Mercy                      | 24 september 2017 | Los Angeles, Californië  | Staples Center           |
| TLC: Tables, Ladders & Chairs | 22 oktober 2017   | Minneapolis, Minnesota   | Target Center            |
| Elimination Chamber           | 25 februari 2018  | Paradise, Nevada         | T-Mobile Arena           |